# Bogoslof Island
Bogoslof Island ist eine kleine unbewohnte Vulkaninsel der Fox Islands, die zu den Aleuten gehören. Das bis 2016 etwa 1,4 km lange und 0,288 km² große Eiland liegt nördlich von Umnak.
Auf der Insel lebt eine große Population Nördlicher Seebären mit ca. 36.000 geborenen Jungtieren allein im Jahr 2019.

## Größtenteils submariner Vulkan
Bogoslof Island ist die Spitze eines submarinen Vulkans, der 1500 Meter über dem Boden der Beringsee aufragt. Der Vulkan ist in historischer Zeit mehrfach ausgebrochen, die Eruptionen haben die Insel immer wieder verschwinden und an anderen Stellen auftauchen lassen, was zu einer verwirrenden Namensgebung geführt hat. Die gegenwärtige Insel ist der Überrest diverser Lavadome der Ausbrüche von 1796 bis 1992. Fire Island, etwa 600 Meter nordwestlich, ist ein Überrest der Eruption von 1883.
Das Alaska Volcano Observatory hat keine Sensoren auf der Insel und ist somit auf optische und seismische Beobachtungen aus der Ferne angewiesen.

### Ausbruch 2016/2017
Am 12. Dezember 2016 begann die jüngste eruptive Phase des Vulkans mit kleineren Ascheeruptionen. Am 16. und 19. Dezember waren im Umfeld der Insel Blitze geortet worden, was auf Entladungen in einer wasserhaltigen Aschewolke hinweist. Am 20. Dezember 2016 kurz vor 16 Uhr Ortszeit ereignete sich dann eine starke phreatomagmatische Explosion des Vulkans, bei dem eine ausgeworfene Aschewolke bis in eine Höhe von 10,3 Kilometern aufstieg. Weitere ähnlich starke explosive Ascheausbrüche fanden bis zum 30. August 2017 statt. Der höchste Ascheaufstieg bis in 10,7 Kilometern Höhe wurde mehrfach, nämlich am 21. und 26. Dezember 2016 sowie am 5. und 8. Januar 2017 gemessen.
Bei dem Ausbruch am 21. Dezember 2016 wurde eine große Menge Schwefeldioxid freigesetzt, das sich fünf Tage später noch über Nebraska (in der Mitte der Rumpfstaaten der USA) nachweisen ließ. Bei einer Explosion am 18. Januar 2017 wurde erstmals frische Lava am Boden im Umfeld des Schlotes nachgewiesen.
Der neu entstandene Schlot lag bis Ende Januar 2017 unter Wasser im Nordosten der Insel nahe der vormaligen Küstenlinie, etwas südlich des Schlotes des letzten Ausbruchs von 1992. Bei der starken Eruption am 20. Dezember 2016 wurde der Nordosten der Insel zerstört, sodass gemäß Satellitenbeobachtungen am 25. Dezember drei einzelne, nahe beieinander liegende Inseln existierten, die durch eine Flachwasserzone verbunden waren. Eine nordöstlich vorgelagerte kleine Insel war neu entstanden. Die Nordspitze der ursprünglichen Insel war abgetrennt worden. Die restliche Hauptinsel ist durch Abtragungen (auch der Südostspitze) und Anlagerungen deutlich verformt worden. Der westlichste Punkt im Nordwesten der Insel war zu dem Zeitpunkt als westlichster Punkt erhalten geblieben. Der nördlichste Punkt blieb ebenfalls bestehen, wurde jedoch mit einem kleinen Flächenteil abgetrennt. Die Südostspitze der Insel hatte sich ein Stück nach Norden zurückgezogen.
Durch weitere Eruptionen sind die drei einzelnen Inseln bis zum 10. Januar 2017 wieder zu einer Insel zusammengefügt, die jedoch eine völlig andere Form aufweist, als die ursprüngliche Insel. Der Charakter der Insel als Spitze eines Vulkans wurde nun sehr deutlich, da der Nordosten zu diesem Zeitpunkt aus einer fast kreisrunden Bucht bestand, die von drei Seiten von Landmasse umschlossen war und sich seit dem 10. Januar langsam mit vulkanischem Material füllt. Ein Satellitenbild vom 31. Januar 2017 zeigt, dass die Bucht nunmehr mit Asche gefüllt und der Schlot vom Meer getrennt war. Ein Großteil der Insel besteht seitdem aus frischen Ablagerungen von Vulkanasche, die etwa durch Meereswellen wieder erodiert werden können. Die Fläche der Insel hat sich bis Ende Januar 2017 von ursprünglich (2015) 0,288 km² auf 1,02 km² mehr als verdreifacht. Bei den weiteren Ausbrüchen hat sich an der Grundform der Insel nur noch wenig geändert. Die nun als Hauptkrater erkennbare Mulde war bereits seit Januar mit Wasser gefüllt, was zu einigen phreatischen Eruptionen führte. Über mehrere Monate lang wurde Wasserdampf beobachtet, der über dem Kratersee stand. Anfang Dezember 2017 wurde die eruptive Phase für beendet erklärt und die Alarmstufe aufgehoben. Sie endete mit dem letzten bekannten Ausbruch am 30. August 2017.
Flugverkehr zwischen Nordamerika und Asien musste mehrfach den Aschewolken ausweichen und zeitweise musste der Flugbetrieb zum Unalaska Airport eingestellt werden.

## Naturschutzgebiet

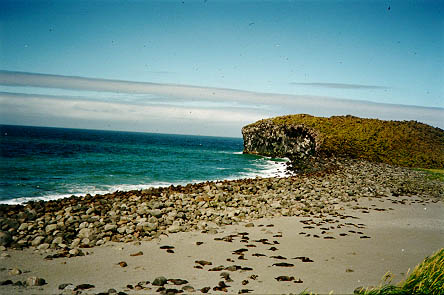
Seelöwenkolonie am Strand von Bogoslof (1999)

Bereits 1907 wurde das Eiland von Theodore Roosevelt mit der benachbarten Fire Island als besonderes Schutzgebiet für Seelöwen und Seevögel ausgezeichnet. Zusammen mit Fire gehört Bogoslof zum Alaska Maritime National Wildlife Refuge. Im November 1967 erhob der National Park Service die Insel zum National Natural Landmark.